# Киётаки, Нобухиро
Нобухиро Киётаки (яп. 清滝 信宏 родился 24 июня 1955 года, в Осаки, Япония) — японский экономист, профессор экономики Принстонского университета.

## Биография
Нобухиро получил степень бакалавра экономики в 1978 году на экономическом факультете Токийского Университета, а степень магистра экономики в 1981 году.
Продолжил своё обучение уже в США, где в 1985 году в Гарвардском университете ему присвоили докторскую степень.
Преподавательскую деятельность начал на кафедре экономики в качестве доцента Висконсинского университета Мадисона в 1985—1991 годах.
Параллельно читал лекции в Университете Западного Онтарио в качестве приглашённого лектора в 1987 году и в университете Хитоцубаси в 1989—1990 годах, а в период 1989—1991 годов преподавал на кафедре экономики Лондонской школы экономики и политических наук.
Продолжил преподавать в качестве доцента кафедры экономики  Миннесотского университета в 1991—1997 годах, после чего получил приглашение в качестве профессора факультета экономики Лондонской школы экономики и политических наук до 2006 года.
Параллельно читал лекции в качестве приглашённого профессора кафедры экономики Лондонской школы экономики и политических наук в 1995-1996 годах,
а также на кафедре экономики Массачусетского технологического института в 2000-2001 годах.
Работал с Федеральным Резервным Банком Нью-Йорка в качестве старшего экономиста в период 2005—2006 годов, а с 2006 года в качестве консультанта .
В 2006 году назначен профессором экономики Принстонского университета, где и работает по настоящее время.
В период 2010—2011 годах приглашенный профессор Лондонской школы экономики и политических наук.
Является членом Эконометрического общества, Британской академии, Европейской экономической ассоциации, Японской экономической ассоциации, а также помощником редактора Economics Letters.
Thomson Reuters на основании высокого индекса цитирования включила Киётаки в свой список вероятных лауреатов Нобелевской премии.

## Основные идеи
Нобухиро Киётаки и Оливье Бланшар ввели обязательное условие монополистической конкуренции при макроэкономическом моделировании, чтобы добиться более реалистичного и устойчивого состояния теоретической согласованности с существованием относительных цен, проанализировали влияние данного условия на мультипликатор совокупного спроса. Теперь все Новые кейнсианские макроэкономические модели имеют допущение монополистической конкуренции.
Киётаки совместно c Рэндаллом Райтом разработали модель Киётаки — Райта, в которой деньги увеличивают экономическую эффективность при торговле различными видами товарами, которые не могут быть проданы по бартеру. Деньги будут храниться, когда люди верят, что эти деньги будут приняты другими людьми, и если доходность или экономия на издержках хранения денег значительно меньше, чем аналогичные показатели для других активов (товаров), то эти другие активы могут использоваться как средство обмена, даже если каждый убежден, что все остальные будут принимать деньги. Убежденность в универсальную приемлемость денег способствуют тому, что они будут употребляться как средство обмена, даже если другой актив превосходит их как по доходности, так и по экономии на издержках хранения.
Киётаки вместе c Джоном Муром разработали модель Киётаки — Мура , которая показывает как малые шоки экономики могут быть усилены в большие колебания через взаимосвязь цен на недвижимость и ограничений на доступность кредита.
Киётаки в своих рекомендациях для Японского правительства отстаивает точку зрения, что в условиях бюджетного дефицита необходимо сокращать расходы, в том числе социальные, увеличивая пенсионный возраст, а также повысить потребительский налог.

## Награды
Заслуги Киётаки были неоднократно отмечены: 
- 1997 — премия Накахары[англ.] Японской экономической ассоциации
- 1999 — премия Юрьё Янссон[англ.] Европейской экономической Ассоциации[англ.]
- 2010 — приз Стивена Росса от Фонда содействия развитию исследований в области финансовой экономики (FARFE)[9].
- 2010 — премия фонда Thomson Reuters за модель Киётаки—Мура[3].